# سانزيغين
سانزيغين (باليابانية: 株式会社サンジゲン، بالروماجي: Kabushiki gaisha Sanjigen) هو استوديو رسوم متحركة ياباني، تأسيس في مارس 2006، ويقع مقره سوغينامي، طوكيو، وهو متخصص في التحريك حاسوبي، وقد ساهم في العديد من مسلسلات وأفلام الأنمي. اسمه مشتق من الكلمة اليابانية (باليابانية: 元 元، بالروماجي: sanjigen) وتعني «ثلاثي الأبعاد».

## أعمال الاستوديو

### مسلسلات أنمي تلفزيونية
- أسطورة أرسلان (2015 بالتعاون مع ليدين فيلمز)
- حلم متفجر! (2018 ــ 2019)

## وصلات خارجية
- الموقع الرسمي (باليابانية)

سانزيغين على موقع IMDb (الإنجليزية)
- سانزيغين على موقع ANN company (الإنجليزية)